# Thales Group
Thales é uma empresa multinacional francesa que comercializa sistemas de informação e serviços para as indústrias aeroespacial, de defesa e de segurança. A sede da empresa fica em Neuilly-sur-Seine, nos arredores de Paris, e está cotada na bolsa Euronext Paris.
Em 17 de dezembro o grupo Thales anunciou a compra do grupo holandês Gemalto, fornecedor de soluções de segurança digital Gemalto concordou com uma oferta de aquisição de € 51 por ação do grupo em um negócio no valor de US $ 5,43. A proposta de caixa global aprovada pelo conselho de unanimidade representa um prêmio de 57% sobre o preço de fechamento das ações da Gemalto a partir de 8 de dezembro de 2017.
A Gemalto é um dos principais produtores de cartões SIM e NFC para telefones celulares, mas também fornece soluções de transações seguras para bancos, incluindo cartões de chip EMV, terminais de pagamento e sistemas de autenticação de usuários para serviços bancários on-line, como um único token que gera dispositivos de hardware para 2FA. Também vende soluções de identidade e controle de acesso ao setor público, incluindo tecnologias de autenticação biométrica para documentos de identificação emitidos pelo governo, como passaportes.
Outro ramo do seu negócio está em segurança empresarial, incluindo criptografia e serviços de segurança em nuvem. Ele também joga no espaço Internet do Coisas - oferecendo serviços de conectividade, segurança e monetização.
O Grupo Thales, que se concentra na área aeroespacial, defesa, espaço e transporte, também opera uma divisão de segurança que oferece soluções em áreas como operações críticas do sistema de informação, sistemas de segurança aeroportuária e arquiteturas de criptografia e segurança para grandes dados. É aí que pretende que a Gemalto encaixe.
Patrice Caine, presidente e CEO da Thales, disse que o objetivo do par é criar um líder global em segurança digital.
"A aquisição da Gemalto marca um marco fundamental na implementação da estratégia de Thales", afirmou em comunicado. "Juntamente com a gestão da Gemalto, temos grandes ambições baseadas em uma visão compartilhada da transformação digital de nossas indústrias e clientes. Nosso projeto será benéfico para a inovação e o emprego, respeitando as tecnologias estratégicas soberanas ".
Ao longo dos últimos três anos, Thales diz que aumentou o foco nas tecnologias digitais - observando que investiu mais de € 1BN em conectividade, segurança cibernética, análise de dados e inteligência artificial (incluindo aquisição de Sysgo, Vormetric e Guavus).
A Thales pretende combinar seus negócios digitais em Gemalto, que continuará operando sob sua própria marca, com a Vallée liderando a unidade combinada - e como uma das sete unidades de negócios globais da Thales.
O grupo combinado terá mais de 28.000 engenheiros, 3.000 pesquisadores, e vai investir mais de € 1BN em I & D autofinanciado, afirmou. Thales acrescentou que não antecipa qualquer redução na força de trabalho da Gemalto como consequência da transação. A transação é dependente das aprovações e autorizações dos acionistas e reguladores - com encerramento previsto para o segundo semestre de 2018.